# Salsicha de Morteau

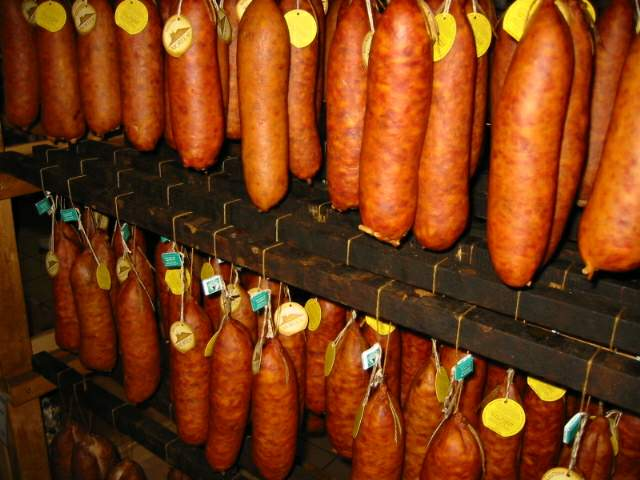
Salsichas de Morteau no fumeiro.

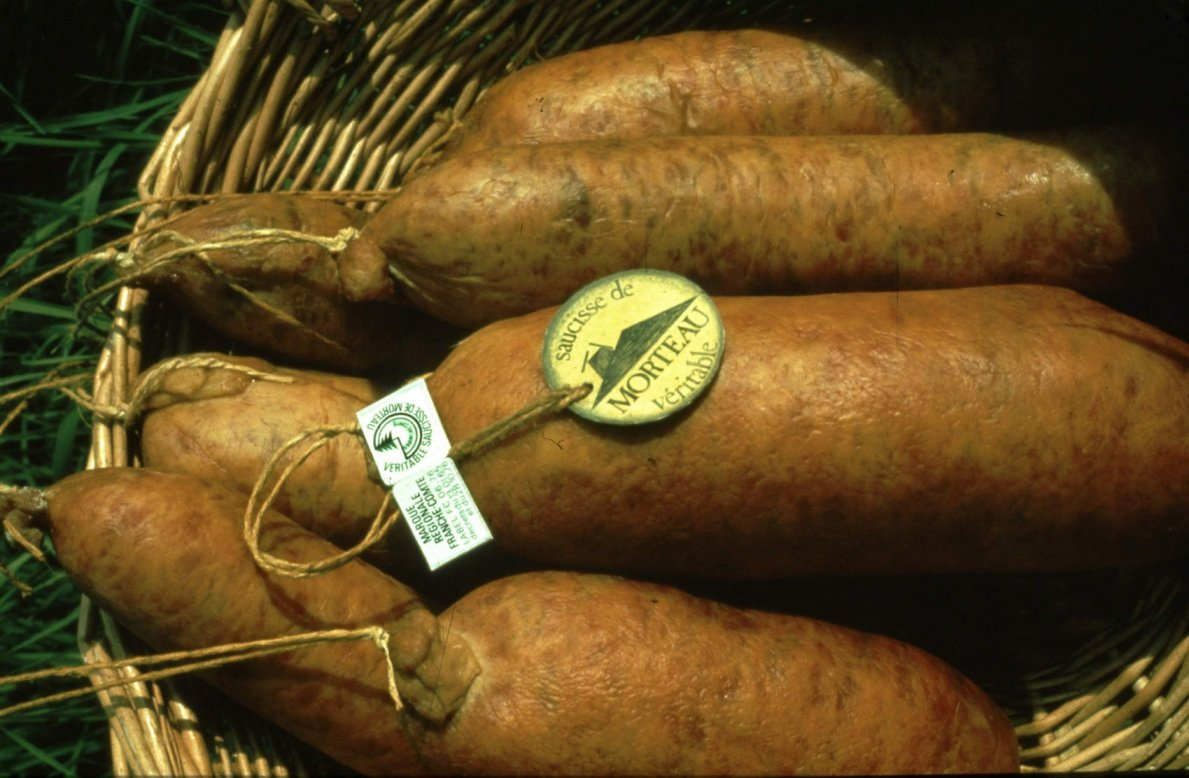
Salsichas de Morteau.

A salsicha de Morteau, também conhecida como Belle de Morteau, é uma salsicha defumada tradicional, originária da região francesa de Morteau, no departamento de Doubs, Franco-Condado. É uma salsicha crua, com um sabor muito forte e muito compacta, o que a faz ideal para cozer. Produz-se no campo e nas montanhas do Jura (em Doubs), a uma altitude superior a 600 m.  A cidade de Morteau está no centro desta indústria artesanal.
A salsicha de Morteau é elaborada usando-se porco do Franco-Condado. Nesta região montanhosa, os animais são cevados à maneira tradicional. Ademais, para poder receber a etiqueta Saucisse de Morteau, a salsicha deve defumar-se durante pelo menos 48 h, com serradura de conífera e junípero dentro do tuyé.  Trata-se de salas piramidais cujo extremo superior é feito com uma lareira para favorecer a ventilação. Os tuyés actuais reproduzem, em maior escala, as grandes lareiras tradicionais dos fumeiros do Franco-Condado. No entanto, a salsicha não se coze, já que a combustão é muito lenta e se produz dentro de uma forte corrente de ar.
Estas salsichas são garantidas por uma denominação de origem, que indica a sua qualidade, origem e método de elaboração como especialidade regional francesa. A autêntica salsicha de Morteau leva um pequeno taco de madeira, que fecha uma das suas extremidades, além de uma etiqueta de metal.